# Ochthebius albacetinus
Ochthebius albacetinus är en skalbaggsart som beskrevs av Ferro 1984. Ochthebius albacetinus ingår i släktet Ochthebius och familjen vattenbrynsbaggar. Inga underarter finns listade i Catalogue of Life.